# Юрі Сардаров
Юрі Садаров (англ. Yuri Sardarov, нар. 28 січня 1988, Баку, АРСР, СРСР) — американський актор та продюсер. Відомий завдяки ролі Браяна Звонечека у телесеріалі «Пожежники Чикаго»

## Біографія
Юрі Сардаров — напівгрузин, напіввірменин; він переїхав до Сполучених Штатів у віці двох років як біженець. Його батьки та діди були музикантами. Сардарова назвали на честь його дідуся, з яким він дуже близький, і у них збігаються кириличні татуювання.  Оскільки його діда звали «Юрі», Сардаров почав писати його ім’я з додатковим «у» в кінці, щоб відрізнити себе. У нього є брат Нік, який молодший на одинадцять років. Сардаров навчався у середній школі Glenbrook North, поблизу Чикаго, починаючи з молодших класів. Він закінчив у 2006 році. У 2010 році він отримав ступінь бакалавра театрального мистецтва в Школі музики, театру та танцю Мічиганського університету, де він був членом братства.

## Особисте життя
Він ділить свій час між Лос-Анджелесом і Чикаго. Під час зйомок для Пожежників Чикаго він жив зі своїми колегами Джо Мінозо та Чарлі Барнеттом. У нього є партнерка Мадлен. Сардаров захоплюється комедіями і відвідує уроки у The Second City у вільний час у Чикаго.

## Фільмографія
| Рік       |    | Українська назва                    | Оригінальна назва               | Роль            |
| --------- | -- | ----------------------------------- | ------------------------------- | --------------- |
| 2008      | кф |                                     | Dupe                            |                 |
| 2010      | кф | Студентський будинок: Зомбі видання | Student Housing: Zombie Edition | Консультант     |
| 2010      | кф | Підйомні ворота                     | Lift Gate                       | Айзек           |
| 2011      | ф  | S.W.A.T.: Перехресний вогонь        | S.W.A.T.: Firefight             | Містер Крав     |
| 2011      | ф  | Акулячий танк                       | Shark Tank                      | Крі             |
| 2011      | ф  | Подвійний агент                     | The Double                      | Лео             |
| 2011      | ф  | Березневі іди                       | The Ides of March               | Майк            |
| 2012—2019 | с  | Пожежники Чикаго                    | Chicago Fire                    | Браян Звонечек  |
| 2012      | ф  | Арго                                | Argo                            | Россі           |
| 2013      | тф | Апекс                               | Apex                            | Філіпп          |
| 2014      | с  | Поліція Чикаго                      | Chicago P.D.                    | Браян Звонечек  |
| 2018      | с  | Медики Чикаго                       | Chicago Med                     | Браян Звонечек  |
| 2020      | ф  | Адам                                | Adam                            | Нік Хан         |
| 2022      | с  | Новобранець                         | The Rookie                      | Ілля Сокуров    |
| 2023      | с  | ФБР: За кордоном                    | FBI: International              | Сергій Дятченко |